# Hispano-Suiza J12
La J12 è un'autovettura prodotta dal 1932 al 1938 dalla Casa automobilistica franco-spagnola Hispano-Suiza.

## Profilo e storia
Alla fine degli anni venti, la Hispano-Suiza H6, modello di punta della Casa franco-spagnola, cominciò ad accusare il peso degli anni, essendo in listino già dal 1919, nonché gli assalti di una concorrenza sempre più agguerrita, che annoverava marchi come la Rolls-Royce, la Mercedes e la Maybach.

Per questo motivo, i vertici della Hispano-Suiza cominciarono a pensare ad una vettura che avrebbe dovuto surclassare pienamente le sue dirette concorrenti. Come modello ci si ispirò alla lussuosissima Bugatti Royale, in listino in quel periodo, ma cercando di arrivare addirittura ad essere meglio di quest'ultima.

La meccanica, in particolare, doveva essere molto raffinata e riassumere il meglio delle esperienze della Hispano-Suiza in ambito motoristico.

La vettura fu presentata al Salone di Parigi del 1932: nacque così la J12, altrimenti denominata Type 68.

La J12 era una vettura molto costosa, di gran lusso e quindi per pochissimi fortunati acquirenti, i quali potevano acquistare il telaio nudo scegliendo tra quattro diverse varianti di passo e facendola carrozzare a proprio piacimento da quelli che erano i migliori carrozzieri dell'epoca per vetture di lusso, tra cui Saoutchik, Binder e Kellner. Come risultato, in ogni caso, si ottenevano vetture estremamente eleganti e lussuose, siano state esse sotto forma di limousine, di roadster, di cabriolet o di altre carrozzerie.

La J12 si rivelò ben presto una vettura molto affidabile, grazie alla sua raffinata meccanica: per dimostrare la validità delle sue soluzioni tecniche, una J12 affrontò un viaggio da Parigi a Nizza, andata e ritorno, senza effettuare cambi d'acqua o d'olio.

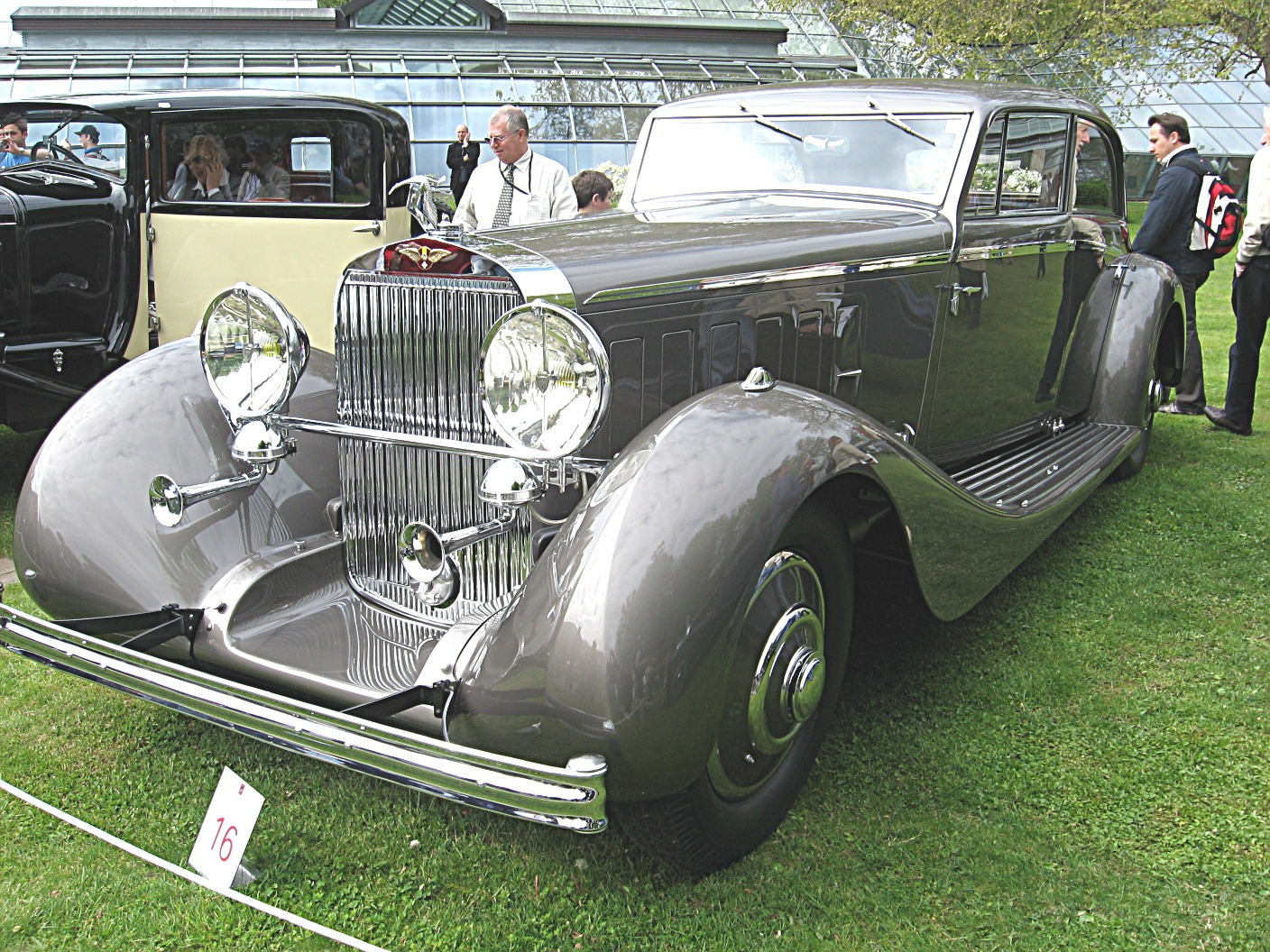
Una J12 limousine del 1936

L'instancabile "cuore" della J12 era un enorme motore V12 di derivazione aeronautica, che faceva quindi tesoro dell'esperienza della Casa nel campo dell'aviazione bellica, maturata nel corso della prima guerra mondiale. Tale motore aveva la caratteristica di avere le testate ed il basamento in un unico blocco e disponeva di accensione a doppia candela per cilindro. La cilindrata era notevole: ben 9425 cm², la maggiore delle produzioni di quel periodo. La distribuzione era a due valvole in testa per cilindro, comandate da un asse a camme, con aste e bilancieri. L'alimentazione era a carburatore doppio corpo. La potenza massima di tale enorme propulsore era di 220 CV a 3000 giri/min. Da qui si nota il moderato regime di rotazione del motore, fatto che garantisce un enorme coppia motrice (circa 550 N·m a 1700 giri/min) ed un'elevata affidabilità.

La trazione era posteriore, mentre il cambio era a sole tre marce. La velocità massima era di circa 160 km/h.

Dal punto di vista telaistico, la J12 montava sia all'avantreno che al retrotreno sospensioni ad assale rigido con balestre semiellittiche ed ammortizzatori a frizione regolabili dall'abitacolo. L'impianto frenante prevedeva invece freni a tamburo sui due assi con in più il servofreno.

A partire dal 1935, la J12 subì un deciso intervento meccanico, grazie al quale la già enorme cilindrata passò a ben 11.310 cm², guadagnando così in potenza massima (250 CV a 3000 giri/min) e in coppia motrice (ben 770 N·m a 1700 giri/min). La velocità massima arrivò a 170 km/h, un valore notevole all'epoca.

La J12 fu tolta di produzione nel 1938, anno in cui la Hispano-Suiza concluse la sua produzione automobilistica per dedicarsi unicamente a quella di motori aeronautici.